# Nya Zeeland i olympiska vinterspelen 1988
Nya Zeeland deltog med nio deltagare vid de olympiska vinterspelen 1988 i Calgary. Ingen av landets deltagare erövrade någon medalj.